# Угарит
Угари́т — древний торговый город-государство Восточного Средиземноморья, находившийся на территории современной Сирии. Хотя Угарит находится вне территории Финикии, он иногда рассматривается как один из финикийских городов.
Остатки его поселений были открыты французскими археологами под руководством Клода Шеффера в 1929—1939 и 1948—1963 годах при раскопках холма Рас-Шамра в 12 км к северу от Латакии (Сирия), приблизительно в 1 км от берега Средиземного моря.

## Древний Угарит
Угарит располагался на холме, известном как Рас-Шамра, на побережье Средиземного моря, где сегодня находится северная часть Сирии. Археологическое городище было случайно открыто в 1928 году местным крестьянином.
Древнейшее поселение городского типа в Угарите возникло в неолите, около 6000 года до н. э. Расцвет многонационального Угарита приходится на 2-е тысячелетие до н. э. В период расцвета подконтрольная ему территория простиралась на 60 километров с севера на юг, от горы Касиос до Телль-Сукаса, и на 30—45 километров с запада на восток, от Средиземного моря до долины реки Оронт.
В умеренном климате Угарита процветало скотоводство. Земля славилась зерновыми, оливковым маслом, вином, а также древесиной, которой чрезвычайно не хватало в Месопотамии и Египте и на которую был постоянный спрос. Благодаря тому, что в Угарите пересекались важные торговые пути, город стал одним из первых крупных международных портов. Купцы с островов Эгейского моря, из Анатолии, Вавилона, Египта и других стран Ближнего Востока торговали в Угарите металлом, сельскохозяйственными продуктами и множеством товаров местного производства.
Под властью угаритского царя находилось около 180 земледельческих общин. Керамика свидетельствует о сильном влиянии эгейской и кипрской цивилизаций. Обнаружено большое количество надписей критским линейным письмом А и кипро-минойским письмом.

### В сфере влияния египтян и хеттов
Древнейшие письменные источники, засвидетельствовавшие существование Угарита, происходят из Эблы (XIX век до н. э.). Из других переднеазиатских источников город упоминается в переписке между царем Ямхада и царем Мари Зимри-Лимом (ок. 1774—1759 до н. э.). В XV веке до н. э. Угарит упоминается в табличках из соседнего Алалаха.
Египетские фараоны XII династии (ок. 1991—1802 до н. э.) Среднего царства поддерживали с Угаритом дипломатические и торговые связи. Первым свидетельством египетско-угаритских отношений является сердоликовый бисер, датируемый правлением фараона Сенусерта I. В Угарите также были обнаружены стела и статуэтка времён фараонов Сенусерта III и Аменемхета III, статуя царевны Хнумет-нефер-хеджет (супруги Сенусерта II) и сфинкс Аменемхета III, обнаруженный у входа в храм Баала, а также скульптурная группа египетского визиря Сенусер-анха с двумя представительницами его семьи.
Несмотря на экономическое процветание, Угарит всегда был зависимым государственным образованием. Город являлся северным аванпостом египетской державы Нового царства (по крайней мере начиная с фараонов-завоевателей XVIII династии Тутмоса III или Аменхотепа II) с размещавшимся в нём египетским гарнизоном, пока в XIV веке до н. э. на него, как и на остальное Восточное Средиземноморье, не стало претендовать Хеттское царство (Хатти).
Об этом периоде свидетельствует Амарнский архив, в котором найдены письма в Египет угаритских царей Аммистамру II, Никмадду II и его супруги. Город упоминается в топографическом перечне Аменхотепа III ещё как египетский вассал, но уже вскоре вошёл в состав Хеттского государства. Угарит должен был платить хеттам дань и снабжать их войсками. Войска Угарита вместе с хеттами подавляли подстрекаемое египтянами антихеттское восстание царств Мукиш (Алалах), Нухашше и Ния. За это хеттский царь Суппилулиума I, победивший митаннийского царя Тушратту и установивший контроль над северной Сирией, даровал Угариту значительную часть земель Мукиша.
Впрочем, при фараоне Хоремхебе (1319—1292 до н. э.) Угарит, похоже, был возвращён в сферу египетского влияния, но временно и в последний раз. Угаритские войска входили в хеттскую коалицию, сражавшуюся против Рамсеса II в битве при Кадеше в 1274 году до н. э. В XIII веке до н. э. Угарит был одним из главных экономических центров Хатти и оказывал сюзерену финансовую помощь в борьбе с Ассирией, а во второй половине столетия — и непосредственно военную.

### Уничтожение города: «народы моря» и землетрясение
Когда вторгшиеся «народы моря» начали опустошать Анатолию (центр Турции) и северную часть Сирии, хетты использовали для своих военных целей войско и флот угаритского царя Никмадду III. Его преемник Аммурапи III описывал критическую ситуацию, в которой оказалось царство, в своих письмах к царю Аласии (Кипра). Так, Аммурапи писал, что поскольку угаритские войска и колесницы находятся в хеттских землях в центре Малой Азии, а флот — в Лукку, то город лишился военной защиты. К тому же, незадолго (около 1200 до н. э.) перед непосредственным нападением «народов моря» город пострадал от сильного землетрясения; в результате Угарит стал беззащитным и, не дождавшись внешней помощи, был полностью разрушен «народами моря» в конце бронзового века.
Найденные тексты свидетельствуют, что экономика и торговля функционировали до самого коллапса. Постоянное население города перед разрушением оценивается специалистами в 8000 человек.
Обнаруженный в слоях периода уничтожения города египетский меч с именем фараона Мернептаха указывает, что это случилось после его восхождения на престол (1213 до н. э.), а найденная в 1986 году клинописная табличка — что и после его смерти (1203 до н. э.). Что касается верхней оценки, то среди учёных общепризнанно, что к 8-му году правления Рамсеса III (1178 до н. э.) Угарит был уже разрушен. Радиоуглеродный анализ позволяет отнести падение города к 1192—1190 годам до н. э. Продолжаются споры, был ли Угарит разрушен до или после столицы хеттов Хаттусы.
Хотя на месте Угарита и возникло небольшое поселение «народов моря», город уже никогда не имел прежнего значения и не был независимым государством, поэтому фактически история Угарита закончилась.
Раскопками вскрыты руины огромного царского дворца, жреческой и ряда других библиотек с многочисленными памятниками угаритской письменности (около 1450—1200 до н. э.). Открылась неизвестная доселе литература религиозно-мифологического характера, которая имеет параллели с рассказами Санхуниатона и Ветхого Завета. Помимо угаритского, в ходу были аккадский, шумерский, хурритский, этеокритский (минойский) и этеокипрский языки.

## Эллинистический Угарит
В 1961—1962 годах на холме Рас-Шамра было обнаружено поселение V—III веков до н. э. с элементами греческой и эллинистической культуры.

## Изучение

### Раскопки
После разрушения Угарита остался огромный холм высотой около 20 метров и площадью более 25 гектаров. Пока[когда?] раскопана только шестая часть этой площади.
Среди руин археологи обнаружили развалины огромного дворцового комплекса, который насчитывал приблизительно сто залов и дворов и занимал практически целый гектар. В этом комплексе были туалеты, а также водопровод и канализация. Мебель была инкрустирована золотом, лазуритом и слоновой костью. Археологи нашли также несколько панно из слоновой кости, украшенных сложной резьбой. Особую прелесть дворцу придавали огороженный сад и пруд с высокими берегами.
В городе и на окружавшей его равнине преобладали храмы хананейских божеств Баала (Ваала) и Дагана. Эти храмы представляли собой башни высотой около 20 метров, в которых было небольшое преддверие, ведущее во внутреннюю комнату, где находилось изображение божества. Лестница вела вверх, на веранду, где царь совершал различные обряды. По ночам и во время бури на верхушке храма могли зажигать сигнальные огни, указывающие кораблям путь в безопасную гавань. Моряки приписывали своё благополучное возвращение домой богу бури Баал-Хаддаду, и, по одной из версий археологов, именно они по обету принесли в святилище этого божества 17 каменных якорей, найденных при раскопках.

### Сравнение с другими культурами
Культура Угарита представляла собой испытавший влияние хурритов и аккадцев локальный вариант общей ханаанейско-аморейской культуры Переднеазиатского Средиземноморья.
Ранее культуру Угарита рассматривали как ранний этап культуры Финикии.
Однако становится преобладающим мнение, что о финикийцах в строгом смысле слова можно говорить только с конца II тысячелетия до н. э., то есть уже после гибели Угарита. Тем не менее, угаритский материал широко используется для сравнения с финикийским, и такое сравнение служит для поддержки (либо опровержения) тех или иных гипотез о финикийцах.